# Lorenzo Attendolo
Lorenzo Attendolo (* ca. 1351; † ca. 1442) war ein italienischer Adliger und Condottiere, Graf von Cotignola und Herr von Bisceglie, Bitetto, Cassano Murge, Corato, Ruvo di Puglia und Terlizzi.

Wappen der Familie Attendolo

## Leben
Lorenzo war der Sohn von Bartolo Attendolo und der Bruder von Michele. Mit seinem bekannteren Cousin, Muzio Attendolo Sforza, stand er ab 1385 in den Diensten der Este. Von Giovanna II. d’Anjou-Durazzo, der Königin des Königreichs Neapel, wurde er 1419 zum Heerführer mit weitreichenden Befugnissen über Terra d’Otranto und des Fürstentums Tarent ernannt und erhielt die Stadt Bitetto. 
Im Jahr 1427 kämpfte er im Sold der Republik Florenz gegen das Herzogtum Mailand und später auf der Seite von Francesco Sforza. Seine letzten militärischen Erfolge hatte er 1437 als Befehlshaber der Truppen des Königs von Neapel Alfons V. von Aragon.

## Nachkommen
Lorenzo hatte einen Sohn, Giovanni Battista.